# دتلبرژان
شهر دتلبرژان (به فرانسوی: Destelbergen) در شهرستان گان در استان فلاندری شرقی در منطقه فلاندری در کشور بلژیک واقع شده‌است.